# Franjo Marija Appendini
Franjo Marija Appendini (Poirino, u Pijemontu, 6. studenog 1768. – Zadar, 30. siječnja 1837.) (tal. oblik Francesco Maria Appendini) bio je svećenik iz reda pijarista. Bio je među prvim je hrvatskim životopiscima, i jezikoslovcima. Pisao je pjesme, životopise, govore i nekrologe te biobibliografske i historiografske prinose.

## Životopis
Rodio se je 1768. u mjestu Poirinu u Pijemontu. Školovao se u Torinu i Rimu, gdje je 1787. stupio u red pijarista. Među profesorima bio mu je i Dubrovčanin Marko Faustin Galjuf koji ga je 1791. nagovorio otići u Dubrovnik. U gradu u kojem će ostati preko četrdeset godina, Appendini se je 1792. zaredio za svećenika. Dugi niz godina radio je kao profesor retorike u pijarističkom Collegiumu Ragusinumu (gdje je od 1795. predavao i njegov brat Urban, tal. Urbano), a 1808. postao je upraviteljem novoosnovanog Liceum–convictuma. Licej je nakon dolaska austrijskih vlasti pretvoren u gimnaziju, a Appendini je postao njenim prefektom te profesorom zemljopisa i povijesti.
U Dubrovniku je razvio svestranu kulturnu aktivnost; organizirao je školske literarne akademije, sudjelovao je u radu Prosvjetiteljskog društva, pisao je prigodne pjesme na talijanskome i latinskome jeziku, održavao bliske odnose s kulturnim djelatnicima i znanstvenicima u Gradu i inozemstvu, a bio je poznat i kao vrstan pedagog i govornik. Naučivši hrvatski jezik, bavio se i jezikoslovljem, iako su neki njegovi radovi s tog područja, primjerice Dell’ analogia della lingua antichi popoli..., puni neznanstvenih i proizvoljnih tumačenja. Autor je hrvatske gramatike i rječnika hrvatskog jezika Grammatica della lingua Illirica compilata dal padre Francesco Maria Appendini delle scuole pie proffesore di eloquenza nel collegio di Ragusa koja je njegovo najvrjednije djelo. Objavljena je u Dubrovniku, a koja se je pojavila u četirima izdanjima: 1808., 1828., 1848. i 1850. godine. Recenzija na hrvatskom jeziku koja se je odnosila na ovu knjigu bila je prva takva u povijesti hrvatskog novinstva, a izašla je u Kraljskom Dalmatinu br. 38 iz 1808. godine.
Njegovi povjesničarski doprinosi su rasprave o ubikaciji Epidaurusa te o podrijetlu Sv. Jeronima, dvotomne Notizie istorico–critiche sulla antichitŕ storia e letteratura de’ Ragusei (Dubrovnik 1802. – 1803.), iscrpan pregled političke i kulturne povijesti Dubrovnika. Od iznimna je značaja njegov dnevnik događaja u svezi s rusko-crnogorsku opsadom Dubrovnika 1806. godine, a za njega je javnost doznala tek 1906. godine. Godine 1835. F. M. Appendini preselio se u Zadar gdje je postao upraviteljem tamošnjeg liceja i generalni ravnatelj dalmatinskih gimnazija, preuzevši tako dužnosti koje je od 1824., do smrti, 1834., imao njegov brat Urban. Obnašao ih je, međutim, samo nepune dvije godine; umro je 30. siječnja 1837. godine.